# Брен (Армансон)
Брен (фр. Brenne) је река у Француској. Дуга је 72 km. Улива се у Армансон. 